# كارل جوستاف تومسون
كارل جوستاف تومسون (بالسويدية: Carl Gustaf Thomson)‏ (و. 1824 – 1899 م) هو عالم حشرات، وأستاذ جامعي من السويد . ولد في مالمو .
توفي في لوند، عن عمر يناهز 75 عاماً.

## التعليم
تعلم في جامعة لوند

## مناصب وهيئات
أدار جامعة لوند.